# أرون باري
أرون باري (بالإنجليزية: Aaron Barry)‏ (24 نوفمبر 1992 بدبلن في جمهورية أيرلندا - ) هو لاعب كرة قدم أيرلندي في مركز الدفاع. لعب مع ديري سيتي وشيفيلد يونايتد ونادي دمبرتون.

## وصلات خارجية
- أرون باري على موقع قاعدة بيانات كرة القدم.إي يو (الإنجليزية)
- أرون باري على موقع Soccerbase.com (لاعب) (الإنجليزية)